# Mazurzy wieleńscy
Mazurzy wieleńscy – grupa etnograficzna ludności polskiej zamieszkująca Puszczę Notecką, osiadła na lewym brzegu Noteci w okolicach Wielenia i Krzyża, a także na prawym brzegu Warty we wsi Chojno w pobliżu Sierakowa.

## Zasięg
Ludność określająca się mianem Mazurów Wieleńskich zamieszkuje wsie w północnej części Puszczy Noteckiej (wsie Biała, Chełst, Drawsko, Kamiennik, Marylin – dawniej Smrodyniak, Mężyk, Miały, Kwiejce Nowe, Pęckowo, Piłka, Rosko i Wrzeszczyna) oraz jedną miejscowość na południu Puszczy – wieś Chojno. Niektórzy autorzy rozszerzają ten obszar o całe terytorium dóbr wieleńskich Sapiehów – czyli także wsie: Ciszkowo, Gulcz, Hamrzysko, Krucz, Kruteczek, Klępicz, Zawadę i Bielawy.

## Legenda o pochodzeniu Mazurów Wieleńskich
Zgodnie z lokalną tradycją, identyfikujący się jako Mazurzy Wieleńscy pochodzą od osadników z Mazowsza, sprowadzonych przez księcia Sapiehę, na opustoszałe tereny Puszczy Noteckiej (m.in. z powodu cholery). Pozostałością mazowieckiego pochodzenia ma być mazurzenie lokalnej ludności, które odróżnia ją od ludności wielkopolskiej. Mit o odrębności Mazurów Wieleńskich wzmacniały również żarty i dowcipy sąsiednich miejscowości piętnujące mieszkańców Chojna jako robiących wszystko „na popsyckę” (tj. odwrotnie niż należy).
Mit ten był powielany w szeregu relacji i opracowań etnograficznych (począwszy od Oskara Kolberga).

### Ustalenia etnograficzne i historyczne
Kazimierz Nitsch badając gwarę Mazurów Wieleńskich uznał, że w większym stopniu ma ona cechy wielkopolskie niż mazowieckie, a jej odrębność tłumaczył samorodną zmianą dialektyczną.
Adam Tomaszewski przebadał zagadnienie Mazurów Wieleńskich pod kątem własności językowych, źródeł historycznych dokumentujących kolonizację w okolicach Wielenia oraz przeanalizował XVIII- i XX-wieczne nazwiska z tego obszaru. Uznał, że przy tak wyraźnych cechach wielkopolskich, mało prawdopodobne jest, by mowa Mazurów Wieleńskich mogła w ciągu co najwyżej 200 lat zatracić wszystkie cechy dialektu mazowieckiego poza mazurzeniem. Występowanie archaizmów językowych objaśniał względną izolacją Wielenia przez lasy oraz usytuowaniem na pograniczu polsko-niemieckim. Wskazał również na trudności ze znalezieniem historycznych świadectw poświadczających sprowadzenie osadników z Mazowsza oraz na ciągłość występowania nazwisk miejscowości Mazurów Wieleńskich z czasów rzekomych kolonizacji i XX w.
Wojciech Łysiak wskazywał, że różne warianty legendy (dotyczące przyczyn opustoszenia okolic Wielenia i czasu zasiedlenia jej osadnikami z Mazowsza, włącznie z najstarszymi zapisanymi przez Kolberga) są niespójne z poświadczoną historią regionu (np. Chojno nigdy nie było częścią dominium sapieżyńskiego). Zestawienie genealogiczne rodzin chłopskich ks. Antoniego Rontza sięgające XVII w. również nie odnotowuje nagłego przybycia kolonistów, a nazwiska podawane przez miejscowych jako „założycielskie” odnotowywane są w parafii wieleńskiej na przełomie XVI i XVII w. Zestawienie nie poświadcza również znaczącego ubytku ludności.

### Wyjaśnienie legendy
Wśród wyjaśnień poczucia odrębności Mazurów Wieleńskich można wskazać hipotezę o jego reliktowości z czasów plemiennych. Określenie mazurzy byłoby zatem późniejszą nazwą mogącą wynikać z obecności mazurzenia w gwarze lub powstać niezależnie np. od słów mazać lub maź – określeń związanych z pracą maziarzy, tj. smolarzy.
Sama obecność mazurzenia może być lokalną samorodną innowacją lub reliktem związanym z mazurzeniem połabskim i dolnołużyckim.
Na kształt i trwanie mitu mogła wpłynąć również działalność etnografów i dziennikarzy, którzy utwierdzali samych mieszkańców w przekonaniu o ich mazowieckim pochodzeniu.